# 周敷
周敷（しゅう ふ、530年 - 564年）は、南朝梁から陳にかけての軍人。字は仲遠。本貫は臨川郡。

## 経歴
臨川郡の豪族の生まれで、散財して人士を厚遇し、任侠として知られた。侯景の乱が起こると、同郷の周続が侯景を討つ名目で起兵した。南朝梁の始興王蕭毅が臨川郡を周続に委ねると、周敷は蕭毅を護衛して豫章郡に送った。観寧侯蕭永・長楽侯蕭基・豊城侯蕭泰らが臨川郡に避難すると、周敷の名声を聞いてこれに頼った。周敷はかれらを保護して、その西上を送った。
周続の部下たちが内輪もめにより周続を殺して周迪に降った。周迪は人望の厚い周敷に接近し、周敷は周迪に仕えるようになった。周迪は臨川郡の工塘に拠り、周敷は臨川郡の旧郡治に駐屯した。侯景の乱が平定されると、元帝により周敷は使持節・通直散騎常侍・信武将軍・東寧州刺史に任じられ、西豊県侯に封じられた。
永定元年（557年）、陳が建国されると、王琳が郢州に拠り、余孝頃と王琳の部将の李孝欽らが周迪を包囲した。周敷は出兵して周迪を救援し、周迪は余孝頃らを捕らえることができた。
永定3年（559年）、熊曇朗が周文育を殺害して豫章郡に拠ると、兵1万人あまりを率いて臨川郡に進攻してきた。周敷は城下で熊曇朗と戦って撃破した。熊曇朗が巴山郡に逃亡すると、周敷は周迪や黄法𣰰らとともに熊曇朗を包囲して殺害した。
天嘉元年（560年）、王琳の乱が平定されると、周敷は散騎常侍・平西将軍・豫章郡太守に任じられた。当時、南江地方（江西省）の諸勢力は勝手に県令以下の官を任命して、陳の朝廷の召集に応じなかったが、ただ周敷のみが率先して入朝していた。天嘉2年（561年）、安西将軍に進み、豫章郡に帰った。
周迪が陳にそむいて挙兵すると、周迪の弟の周方興を派遣して周敷を襲撃した。周敷は周方興と戦って破り、そのまま都督の呉明徹に従って周迪を討った。周迪を撃破すると、周方興や渠帥たちを捕らえた。周敷は安西将軍・臨川郡太守に任じられた。まもなく召還されて使持節・都督南豫北江二州諸軍事・鎮南将軍・南豫州刺史に任じられた。
天嘉5年（564年）、周迪が残党を糾合して再び臨川郡に進出し、東興県を襲撃した。文帝は都督の章昭達を派遣して周迪を討ち、周敷は章昭達に従って定川県に入り、周迪と対峙した。周迪はいつわって降伏を申し入れ、周敷との旧交にすがった。周敷は周迪を信じて降伏を許すと、会合して誓約の壇上に登ったが、周迪に殺害された。享年は35。諡は脱といった。
子の周智安が後を嗣いだ。

## 伝記資料
- 『陳書』巻13 列伝第7
- 『南史』巻67 列伝第57